# Nina Métayer
Nina Métayer, née en 1988 à La Rochelle (Charente-Maritime), est une chef pâtissière française. Elle est élue Pâtissière de l'année en 2016 par le magazine Le Chef, et en 2017 par le guide Gault et Millau. En 2023, elle est distinguée Pâtissière Mondiale, un titre décerné par l’Union internationale des boulangers et pâtissiers (Uibc). Elle est la première femme à obtenir ce titre. Le 5 juin 2024, elle est distinguée Meilleure Cheffe pâtissière du monde lors de la cérémonie de remise des prix décernés à Las Vegas par The World’s 50 Best Restaurants.

## Biographie

### Enfance et formation
Elle naît à La Rochelle en 1988. Ses parents qui travaillent dans les médias et le numérique ont exercé comme chroniqueurs gastronomiques pendant un temps. À seize ans, elle part, le temps d’une année scolaire à Puebla au Mexique, où elle devient bilingue en espagnol. Parce qu’elle rêve de retourner un jour vivre et travailler au Mexique, elle décide de faire de la boulangerie son métier. Elle obtient un baccalauréat littéraire puis un CAP en boulangerie. Elle exerce en tant qu'apprentie chez Paillat, à La Rochelle, puis part travailler en Australie à 20 ans. Elle commence par travailler à Melbourne, dans une boulangerie-pâtisserie, puis découvre la pâtisserie de restauration à Dunsborough, Darwin et Port Douglas.
De retour en France, elle décide de se diversifier en passant un CAP pâtissier à l'école Ferrandi, qu'elle obtient en 2009.

#### Carrière
Après le CAP en pâtisserie, elle commence sa carrière en tant que commis pâtissière dans le palace parisien Le Meurice, sous les ordres de Yannick Alleno, chef de l'époque, et Camille Lesecq, chef pâtissier du moment. Celui-ci la fera évoluer en tant que demi-chef de partie.
En 2014, elle rejoint par la suite l'hôtel Raphael, dont le restaurant gastronomique est alors dirigé par Amandine Chaignot. Celle-ci lui confie le poste de cheffe pâtissière. Elle est remarquée pour la première fois par la presse, notamment le site Atabula, pour son dessert signature « l'île flottante exotique ».[source secondaire souhaitée].
En septembre 2015, elle est recrutée comme cheffe pâtissière par Jean-François Piège, qui ouvre alors son Grand Restaurant. Le restaurant obtient ses 2 étoiles au Guide Michelin en février 2016.
En 2017, elle est recrutée par Andrey Dellos, propriétaire et fondateur du groupe Maison Dellos, pour prendre la tête des créations sucrées du groupe Café Pouchkine, un poste précédemment occupé par Julien Alvarez, et développe en tant que cheffe, créations sucrées une gamme destinée à l’international, de la Chine à la Russie, en passant par la France et le Qatar. Elle dispense également des masterclass dans plusieurs pays, intègre les jurys de concours comme le Bocuse d’Or ou les World Chocolate Masters et participe à différentes émissions de télévision. 
En 2019, Nina Métayer se met à son compte, conseillant en haute pâtisserie et en développement d’affaires. Développant des projets en France comme à l’international, elle a déjà contribué à l’ouverture de trois établissements à Londres, dont une boulangerie pâtisserie à Londres et signé les cartes du 1931 Café de Jaeger-LeCoultre dans trois pays, du Chaoyi Buer à Shanghaï et du Nina Métayer Café à Riyad. 
En 2020, elle inaugure Délicatisserie, sa première pâtisserie parisienne installée à Issy-les-Moulineaux, dans un premier temps présente uniquement sur Internet, avant de s’installer également à la rentrée 2021 au Printemps du Goût puis en 2022 aux Halles Biltoki d'Issy-les-Moulineaux.
Son livre Délicate Pâtisserie aux Éditions La Martinière est paru le 7 octobre 2021.
Le 25 octobre 2023, la cheffe devient la première femme à remporter le titre mondial de meilleur pâtissier de l'année,. Cette récompense est décernée par l'Union internationale des boulangers et pâtissiers (UIBC).

## Médias
Elle participe à divers programmes de télévision française tels que Le Meilleur Patissier, sur M6, ou Sucrément bon sur Teva.
En 2015, elle prend part à la saison 3 de Qui sera le prochain grand pâtissier ? sur France 2 et s'y classe 3e.
En 2017, Nina participe en tant que jury au concours français Bocuse d'Or[source secondaire souhaitée].

## Distinctions
- 2016 : Nommée pour le meilleur dessert par le Guide Lebey[13]
- 2016 : Élue pâtissière de l'année 2016 par magazine Le Chef[14]
- 2016 : Élue pâtissière de l'année 2017 par le guide Gault et Millau[15]
- 2017 : Pâtissier de l'Année, GQ Russia
- 2017 : Eclaireur, Vanity Fair[16]
- 2017 : 1re place du Palmarès des - de 30 ans, Classement Atabula[17]
- 2022 : Lauréate du talent de l'audace, Centre du luxe et de la création[18]
- 2023 : Pâtissière Mondiale 2023 Uibc Union internationale des boulangers pâtissiers
- 2024 : Meilleure pâtissière du Monde 2024 The World’s 50 Best Restaurants[19]

## Décoration
- Chevalier de l'ordre national du Mérite (nommée par décret du 7 juin 2024[20])

## Vie personnelle
Mariée, elle est mère de deux filles.